# Сирійські погроми в Туреччині (2024)
На початку липня 2024 року Туреччина пережила сплеск антисирійських заворушень, викликаних настроями проти біженців. У Кайсері почалися заворушення, спричинені домаганнями до молодої дівчини, які згодом поширилися по всій Туреччині.

## Причини
Туреччина має найбільше біженців серед усіх країн світу. За даними Управління Верховного комісара ООН у справах біженців, найбільшу кількість населення складають сирійці - понад 3,6 мільйона зареєстрованих біженців. У самому Кайсері проживає близько 83 000. Існує значний рівень ксенофобії щодо сирійців: опитування УВКБ ООН у 2024 році показало, що 77% респондентів у Туреччині підтримують закриття кордону для біженців, що є найвищим показником у світі.

## Перебіг подій
Після того, як у соціальних мережах поширилися чутки про те, що сирійський біженець зґвалтував 7-річну сирійську дівчинку (пізніше з'ясувалося, що вона була його двоюрідною сестрою), через що місто Кайсері вибухнуло насильством.
Хоча протести почалися в Кайсері, вони швидко були підхоплені іншими провінціями, такими як Стамбул, Хатай, Адана, Урфа, Бурса, Газіантеп, Конья, Ізмір та Анталія. Протестувальники розмахували турецькими прапорами і віддавали вовче вітання на вулицях. Гасла протесту включали «Ердоган, йди у відставку!» і «Я не хочу біженців у своїй країні».
Були спалені десятки будинків і транспортних засобів сирійців. 14 поліцейських та 1 пожежник отримали поранення під час заворушень.
У ресторані в Маслаку турецький молодик з ножем підійшов до столу саудівських бізнесменів, серед яких були мільярдери Халед аль-Фавзан та Ібрагім аль-Хадіті, роблячи при цьому рухи, схожі на нарізку та вовче вітання. Пізніше його заарештували.
15-річний сирієць на ім'я Ахмед аль-Наїф помер у лікарні після ножових поранень, завданих йому 3 підлітками в Серіку.

## Реакція
Начальник поліції Кайсері заявив з приводу інциденту: «Я запевняю вас, що проти цієї людини і його сім'ї будуть вжиті всі законні заходи, включаючи депортацію». 
Міністерство сім'ї та соціальних служб в офіційній заяві повідомило, що «дівчинка, її брати і сестри та її мати були взяті під державний захист після проведення необхідних процедур у відділенні поліції. Наші експертні команди розпочали психосоціальну підтримку дитини та її родини. Ми в Міністерстві будемо активно стежити за судовим процесом, щоб винуватець отримав максимальне покарання». 
У відповідь на заворушення президент Реджеп Тайїп Ердоган засудив насильство, заявивши: «Нічого не можна досягти, розпалюючи ксенофобію і ненависть до біженців у суспільстві». Він також звинуватив опозицію в розпалюванні ксенофобії.
Заворушення призвели до розпалювання насильства на півночі Алеппо в самій Сирії, де протестувальники атакували турецькі військові бази і зривали турецькі прапори.